# Worms W.M.D
Worms W.M.D es un videojuego de estrategia por turnos de la serie Worms, lanzado el 23 de agosto de 2016. Ofrece un estilo de juego más cercano a Worms Armageddon, al tiempo que agrega nuevas características que van desde vehículos interactivos como tanques hasta edificios a los que los gusanos pueden entrar para su protección. El subtítulo W.M.D ha recibido diferentes significados, muchos de los cuales se expresaron en los cortos teaser: Wonderful Multiplayer Destruction; We've Massive Discounts; We Make Devastation; We'll Make ya Dangerous; Worms. Must. Die.; Well, that's Me Dead!; Worms in Many Destinations; Walking Mechanised Destruction!; and We're Mighty Dangerous.

## Novedades
Worms W.M.D es visto como el sucesor de Worms Armageddon; Gráficos y gusanos se devuelven a una interfaz 2D, y se eliminan elementos de juego como clases, física de agua y objetos dinámicos. Una nueva característica incluye la capacidad de fabricar armas reuniendo materiales desmantelando las armas que creamos no vamos a utilizar o, también, recogiendo las cajas de suministros que de forma regular caerán sobre el campo de batalla. Se agregan nuevas armas como la bomba anti búnkeres, ataque OMG, el regalo no deseado, entre otras y utilidades como una batería de teléfono y una bazuca que crea explosiones ardientes; Armas clásicas como el retorno de Granada de mano santa también. También nuevos a la serie son los edificios que los gusanos pueden entrar a una ventaja táctica. Los gusanos pueden hacer uso de estos edificios como una cubierta del fuego enemigo o para lanzar un ataque de la sorpresa contra gusanos enemigos.
Por primera vez, se introducen vehículos y torrecillas estacionarias que pueden alterar el juego de muchas maneras. Los gusanos pueden entrar en vehículos como tanques, helicópteros y Mechas. Las pistolas estacionarias, tales como ametralladoras, mortero, lanzallamas y francotiradores, pueden utilizarse para mayores daños dentro de la línea de visión. Tanto los vehículos como las torretas pueden sufrir daños y quedar inutilizables si sufren un daño excesivo, después de lo cual explotan.
El modo campaña con 30 misiones que incluyen varios desafíos adicionales.
La cracion de partidas no solo se trata de escoger el mapa y condiciones de victoria, sino que también decidiendo si queremos o no vehículos, el ratio de aparición de armas, y un montón de opciones más con las que es más fácil personalizar la acción.

## All-Stars
El 12 de julio de 2016, Team17 anunció un paquete de expansión denominado Worms W.M.D All-Stars, con contenido adicional de varios videojuegos, como el Octane Battle Car de Rocket League, varias máscaras para la personalización de gusanos, varias armas temáticas y misiones adicionales. El 15 de noviembre de 2016, All-Stars fue puesto en libertad de forma gratuita a todos los jugadores.

## Recepción
Gamespot le dio una puntuación de 8, IGN le dio una puntuación de 7.8, 3D Juegos le dio una puntuación de 7.5 y los usuarios de esa web una puntuación de 9.1.